# Theodolit-Messsystem
Das Theodolit-Messsystem verwirklicht ein geometrisch-optisches Messverfahren mit Theodoliten, welches in der industriellen Messtechnik Eingang gefunden hat. 

## Prozedur des Messens
Das Messsystem stellt ein aus zwei oder mehr Theodoliten bestehendes Messsystem zur Messung von 3D-Koordinaten unter Ausnutzung des räumlichen Vorwärtsschnittes dar. Dabei wird von mindestens zwei Theodoliten ein identischer Punkt im Raum angezielt (signalisierter Punkt oder Markierung z. B. über Laser) und an jedem Gerät Horizontal- und Vertikalwinkel registriert. Bei bekannter Orientierung aller Theodolite zueinander kann die 3D-Koordinate des angezielten Punktes aus dem Vorwärtsschnitt berechnet werden.
Die Orientierung der Theodolite zueinander wird über eine Orientierungsmessung ermittelt, die einer Bündelblockausgleichung entspricht. Der Maßstab der Messung muss über die Messung einer bekannten Länge in die Messung gebracht werden. Die Genauigkeit der Messung „[…] ist neben den eingesetzten Sensoren auch von der Aufnahmekonstellation (Lage der Anschlusspunkte und des zu vermessenden Objektes) abhängig.“